# Varanus komodoensis
El dragón de Komodo (Varanus komodoensis), también llamado monstruo de Komodo y varano de Komodo, es una especie de saurópsido de la familia de los varánidos, endémico de algunas islas de Indonesia central. Es el lagarto de mayor tamaño del mundo, con una longitud media de dos a tres metros y un peso de unos 70 kg. A consecuencia de su tamaño, son los superpredadores de los ecosistemas en los que viven. A pesar de que se alimentan principalmente de carroña, también cazan y tienden emboscadas a sus presas, que incluyen invertebrados, aves y mamíferos.
La primera vez que científicos occidentales estudiaron los dragones de Komodo fue en 1910. Su excepcional tamaño y su reputación de animal temible los convierte en uno de los animales más populares de los zoológicos. En estado salvaje son una especie amenazada; su ámbito de distribución se ha reducido debido a las actividades humanas y están catalogados como en peligro de extinción en la Lista Roja de la UICN. Están protegidos por la ley indonesia, y en 1980 se fundó el Parque Nacional de Komodo para contribuir a su conservación.
La época de apareamiento comienza entre julio y agosto y la puesta de huevos en septiembre. Depositan aproximadamente veinte huevos en nidos de megápodos abandonados, y los incuban durante siete u ocho meses, hasta su eclosión en abril, cuando los insectos son más abundantes. Los jóvenes son vulnerables, por lo que suelen morar en árboles, a salvo de depredadores y adultos caníbales. Tardan aproximadamente entre tres y cinco años en madurar, y pueden vivir hasta unos cincuenta años. Estos lagartos se encuentran entre los pocos vertebrados con capacidad de reproducción por partenogénesis, proceso por el que las hembras pueden poner huevos viables en situaciones de ausencia de machos.
Los nativos de la isla de Komodo se refieren a este animal como ora, buaya darat (cocodrilo de tierra) o biawak raksasa (monitor gigante).

## Historia evolutiva
Su desarrollo evolutivo comenzó con el género Varanus, que se originó en Asia hace aproximadamente 40 millones de años y emigró al continente australiano. Hace aproximadamente 15 millones de años, una colisión entre Australia y Asia sudoriental permitió que los varánidos se trasladaran a lo que actualmente es el archipiélago indonesio, extendiendo su distribución hasta el este de la isla de Timor. Se cree que el dragón de Komodo se distinguió de sus antepasados australianos hace 4 millones de años. Sin embargo, pruebas de fósiles recientes en Queensland sugieren que evolucionó en Australia antes de extenderse a Indonesia. La importante bajada del nivel del mar durante el último período glaciar descubrió extensas zonas de la plataforma continental que el dragón de Komodo había colonizado, aislándolos en su ámbito actual de distribución cuando el nivel del mar subió de nuevo.

## Descripción
Los jóvenes son de color verde con zonas amarillas y negras y los adultos, con un tono opaco y uniforme, de color marrón a rojo grisáceo. Sus cuerpos robustos están uniformemente cubiertos de ásperas escamas.Aunque los machos por lo general son de mayor tamaño, no hay diferencias morfológicas obvias entre los sexos. 
Es el lagarto de mayor tamaño del mundo, con una longitud media de dos a tres metros y un peso de unos 70 kg. En la naturaleza, un adulto mide unos 2,5 m y pesa de media unos 70 kg, aunque los especímenes en cautividad a menudo pesan más. El espécimen salvaje más grande conocido midió 3,13 metros de longitud y pesó 166 kg (incluida la comida sin digerir). A consecuencia de su tamaño, son los superpredadores de los ecosistemas en los que viven.

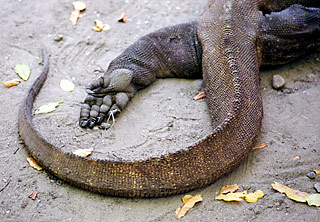
Los dragones de Komodo poseen una larga y fuerte cola.

Su inusual tamaño se atribuía generalmente al gigantismo insular, ya que no hay otros animales carnívoros que puedan ocupar el nicho ecológico de las islas en las que viven. Sin embargo, investigaciones recientes sugieren que su gran tamaño se entiende mejor como un vestigio aislado de una antigua población de grandes varánidos que vivían en Indonesia y Australia, la mayor parte de los cuales, junto con otra megafauna, fue descastada tras su contacto con los humanos modernos. Se han encontrado en Australia fósiles muy similares a V. komodoensis de más de 3,8 millones de años de antigüedad, y su tamaño permaneció estable en Flores, una de las pocas islas indonesias donde se le puede encontrar en la actualidad, desde que esta isla (junto con sus vecinas) fueron aisladas por los crecientes niveles del mar hace unos 900 000 años.
Tiene una cola fuerte y musculosa tan larga como su cuerpo, y aproximadamente 60 dientes serrados, que se cambian a menudo y que pueden medir hasta 2,5 centímetros de largo. Los dientes están casi cubiertos de tejido gingival que se daña de forma natural durante la masticación, por lo que su saliva suele estar manchada de sangre. Esto crea un cultivo ideal para las virulentas bacterias que viven en su boca. Tiene una lengua larga y amarilla, marcadamente bifurcada.

### Sentidos
Sus conductos auditivos son visibles, pero a pesar de ello el dragón de Komodo no tiene un sentido del oído particularmente agudo: solo es capaz de oír sonidos entre 400 y 2000 hercios. Es capaz de ver hasta una distancia de 300 metros, pero dado que sus retinas solo contienen conos, se cree que tiene una pobre visión nocturna. Es capaz de percibir el color, pero tiene una pobre discriminación visual de objetos inmóviles.

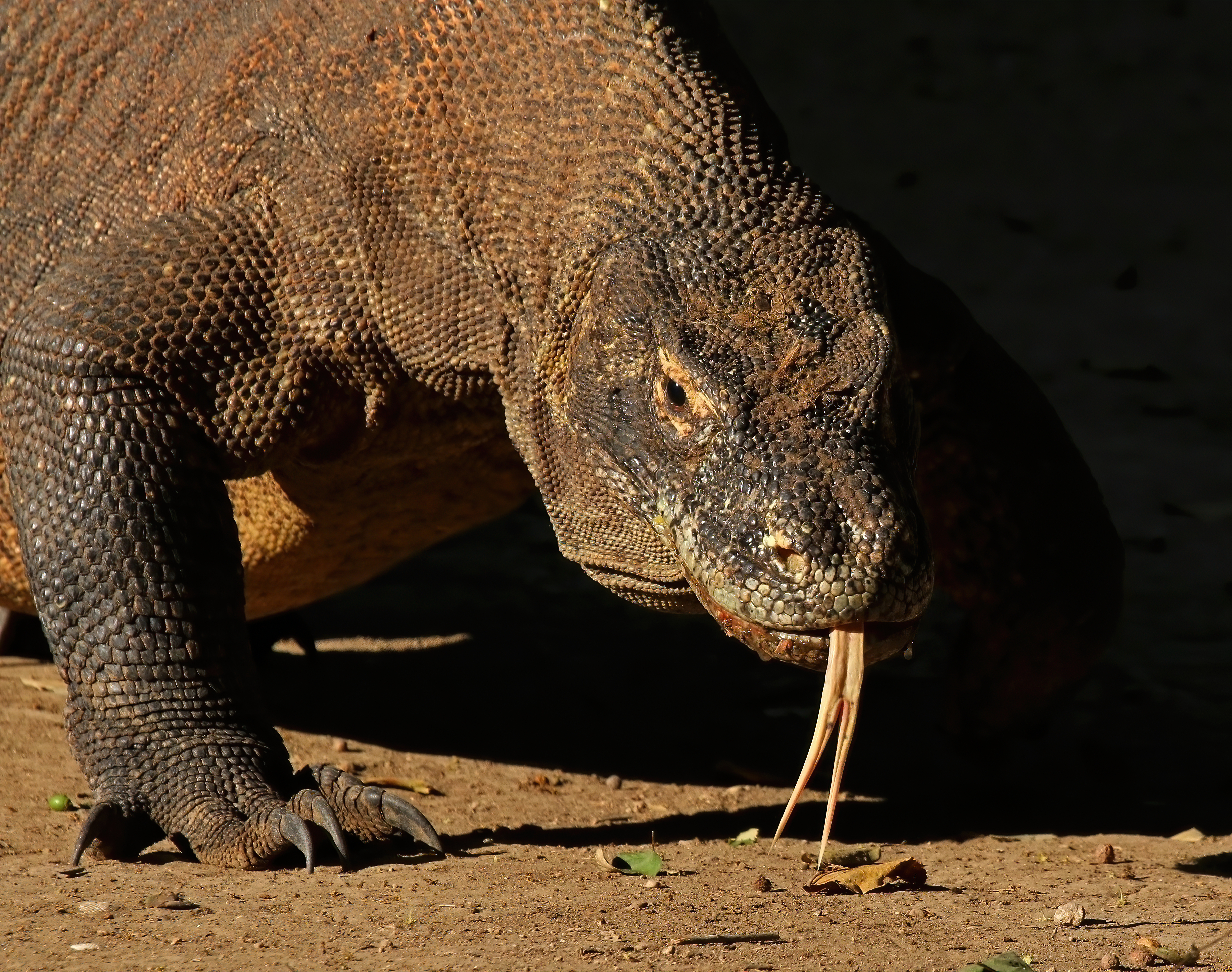
El dragón de Komodo usa su lengua para oler, detectar sabores y percibir estímulos.

Usa su lengua para oler, detectar sabores y percibir estímulos, al igual que otros muchos reptiles, utilizando el órgano de Jacobson y que le ayuda a orientarse en la oscuridad. Con la ayuda de un viento favorable y su hábito de balancear la cabeza de un lado al otro cuando andan, son capaces de descubrir carroña a distancias de 4 a 9,5 km. Las fosas nasales de estos animales no son de gran utilidad para percibir olores, dado que carecen de diafragma. Tan solo cuenta con unas pocas papilas gustativas en la parte de atrás de la garganta. Sus escamas, algunas de las cuales están reforzadas con hueso, tienen placas sensoriales conectadas con nervios que facilitan su sentido del tacto. Las escamas alrededor de los oídos, labios, barbilla y planta de los pies pueden tener tres o más placas sensoriales.
Se creía que el dragón de Komodo era sordo como consecuencia de un estudio que no mostró ninguna agitación en ejemplares salvajes en respuesta a susurros, voces elevadas o gritos. Este estudio fue cuestionado cuando una trabajadora del Zoológico de Londres entrenó a un espécimen en cautividad del parque para salir a alimentarse con el sonido de su voz, aun cuando el animal no podía verla.

## Ecología

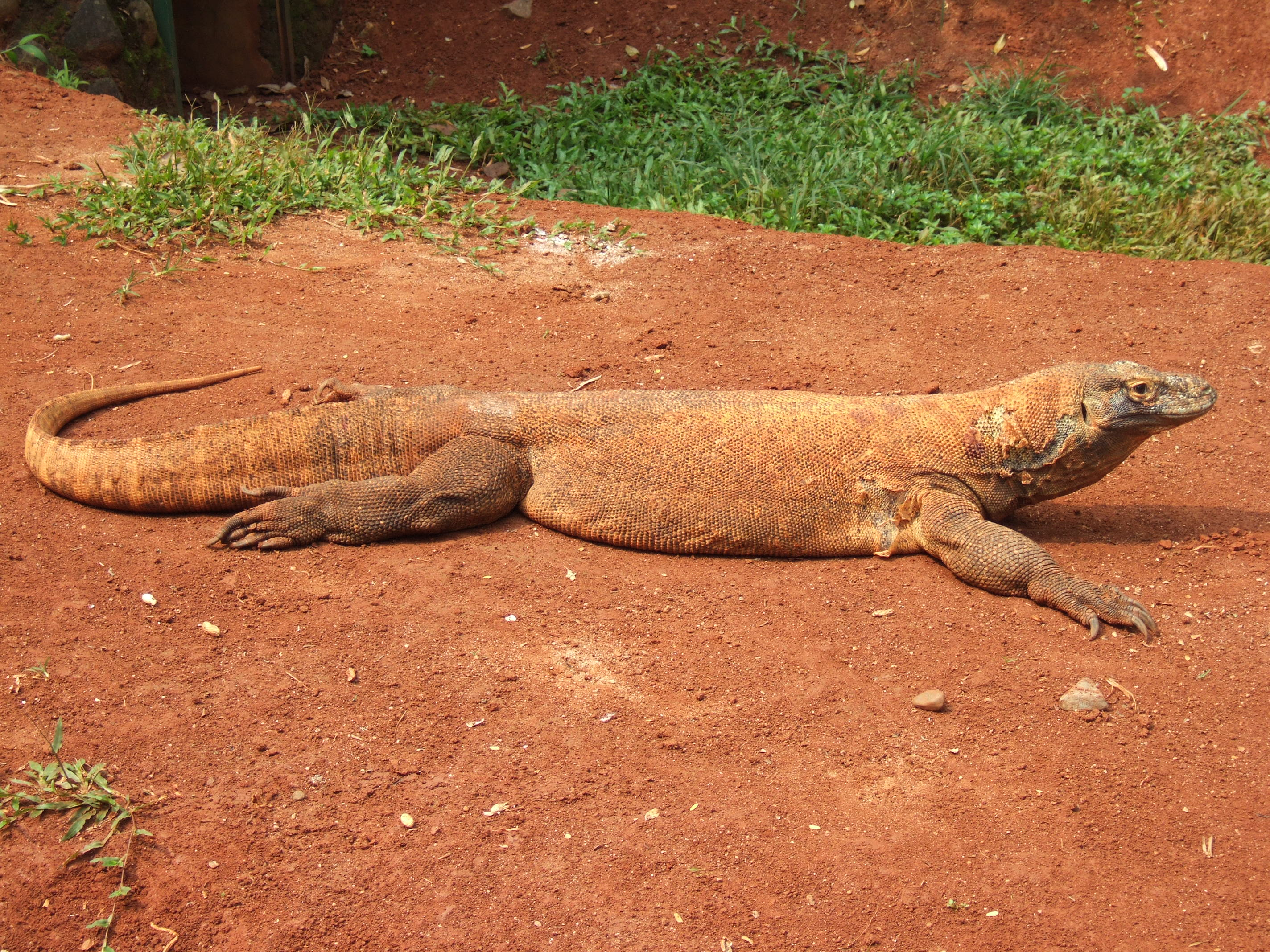
Tomando el sol en el Ragunan Zoo, Yakarta.

Prefiere lugares cálidos y secos y suele vivir en prados abiertos con hierbas altas y arbustos, sabanas y zonas bajas de bosques tropicales, aunque también pueden encontrarse en otros hábitats como playas y lechos secos de los ríos. Los jóvenes son arborícolas y viven en regiones arboladas hasta los ocho meses de edad.
Como animal ectotermo, es más activo durante el día, aunque también manifiesta cierta actividad nocturna. Son fundamentalmente solitarios, y solo se reúnen para aparearse y comer. Son capaces de correr a gran velocidad en breves carreras de hasta 20 km/h, de zambullirse a una profundidad de 4,5 metros, y de escalar árboles con facilidad cuando son jóvenes gracias a sus fuertes zarpas. Son buenos nadadores, y pueden recorrer grandes distancias a nado para alcanzar islas vecinas. Para cazar presas que están fuera de su alcance, puede ponerse de pie sobre sus patas traseras usando la cola como apoyo. A medida que madura, utiliza sus garras principalmente como arma, dado que por su gran tamaño se vuelven poco prácticas para escalar.
Para refugiarse excavan madrigueras que pueden medir entre uno y tres metros de ancho con sus potentes patas y zarpas delanteras. Debido a su gran tamaño y a su costumbre de dormir en estas madrigueras, es capaz de conservar el calor corporal durante la noche y minimizar el tiempo que tiene que tomar el sol durante la mañana. Caza generalmente por la tarde, pero permanece a la sombra durante la parte más calurosa del día. Utilizan unos lugares especiales de reposo, habitualmente situados en cornisas con una fresca brisa marina, que están marcados con excrementos y limpios de vegetación y que también sirven como un punto estratégico desde donde emboscar ciervos.

### Alimentación
Los dragones de Komodo son carnívoros. Su dieta es muy variada, e incluye a otros reptiles (incluidos dragones de Komodo más pequeños), aves, roedores, serpientes, peces, cangrejos, caracoles y mamíferos como cabras, ciervos, jabalíes y hasta búfalos de agua. Los ejemplares jóvenes se alimentan de insectos, huevos, gecos y pequeños mamíferos. Se tiene constancia de que en ocasiones han desenterrado tumbas poco profundas para alimentarse de cadáveres humanos. Esta costumbre de saquear las tumbas hizo que los habitantes de la isla de Komodo las trasladaran de los suelos arenosos a otros de tipo arcilloso y que apilen piedras sobre ellas para evitar estos saqueos.Según el fisiólogo evolutivo Jared Diamond, el dragón de Komodo podría haber evolucionado para alimentarse del extinto elefante enano Stegodon, que en el pasado vivió en la isla de Flores.
Se alimentan fundamentalmente de carroña.Su penetrante sentido del olfato puede detectar a un animal muerto o agonizante a una distancia de hasta 9,5 kilómetros. También se los ha observado asustando intencionadamente ciervas embarazadas con la intención de que aborten y así poder comerse los restos del feto, una técnica que también ha sido observada en grandes predadores de África.
También tienden emboscadas a presas vivas acercándose sigilosamente. Cuando una presa adecuada llega cerca de su lugar de emboscada, la ataca rápidamente lanzándose sobre el vientre o el cuello del animal.  Se han documentado casos de dragones de Komodo derribando cerdos grandes y ciervos con su fuerte cola. Es frecuente que las presas grandes sean devoradas por varios dragones, o que, si la presa consigue inicialmente escapar (algunos estudios indican un 30 % de fracasos), pero queda herida, sea cobrada finalmente por otro u otros dragones.

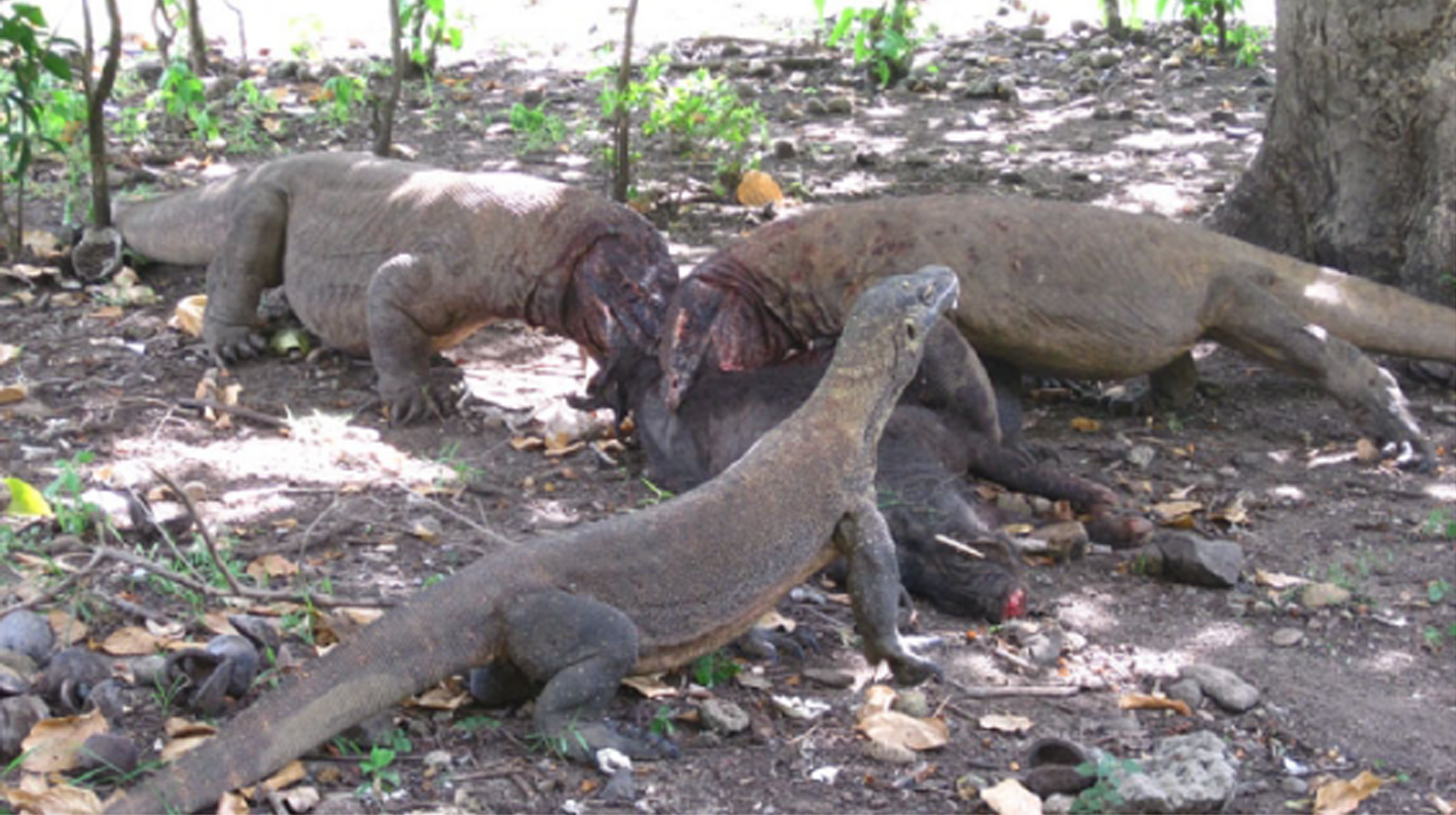
Grupo alimentándose de un jabalí.

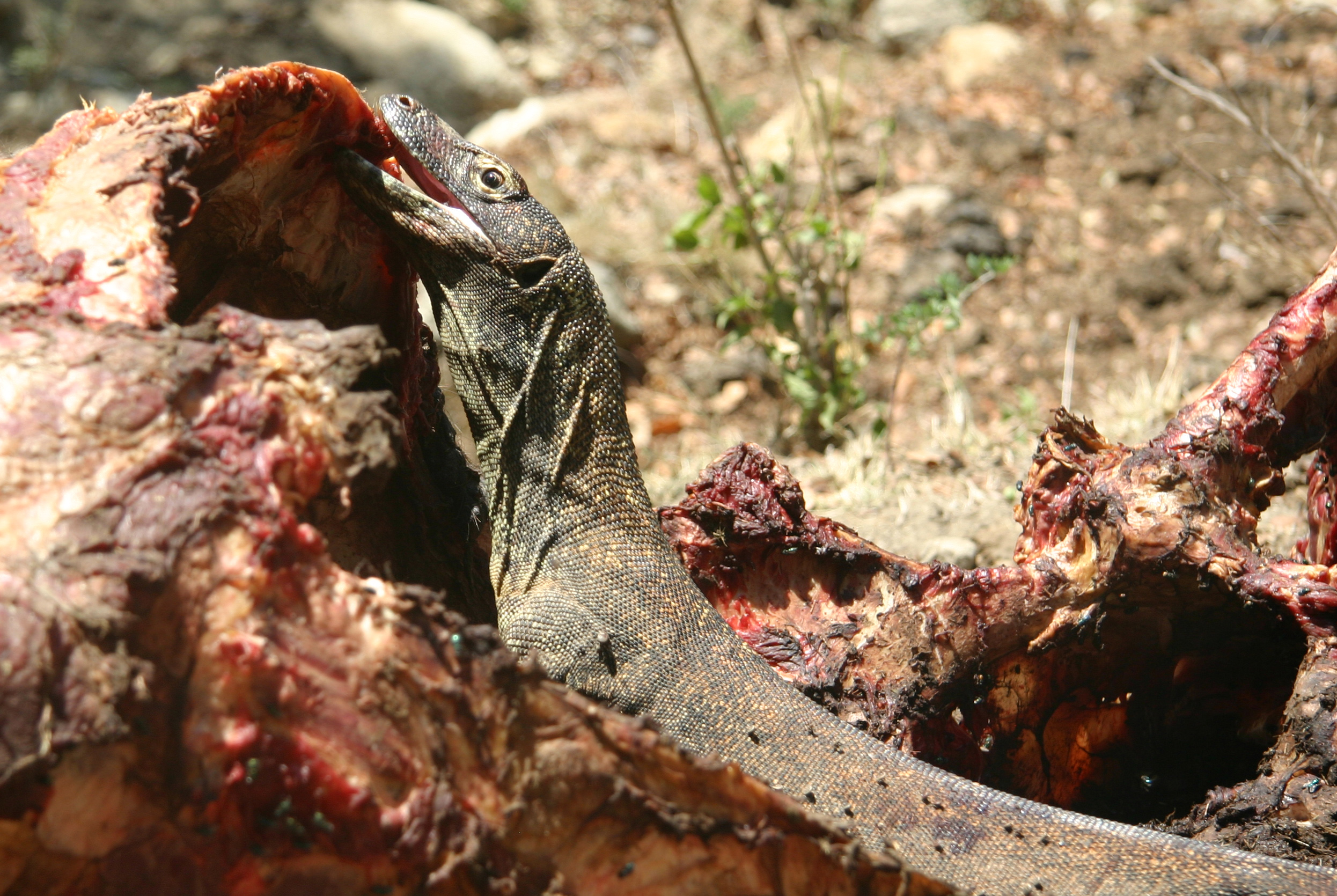
Un ejemplar joven fotografiado en la isla de Rinca alimentándose de los restos de un búfalo de agua.

Se alimentan arrancando grandes trozos de carne de sus presas y tragándoselos enteros mientras sujetan el cadáver con las patas anteriores. En el caso de presas más pequeñas, de hasta el tamaño de una cabra, sus mandíbulas con articulaciones desencajables, cráneo flexible y estómago expandible, les permite tragarse las presas enteras. La copiosa cantidad de saliva roja que producen contribuye a lubricar la comida, pero a pesar de ello tragársela continúa siendo un proceso largo (15-20 minutos para tragarse una cabra). Pueden intentar acelerar el proceso embistiendo el cadáver contra un árbol para forzarlo a bajar por la garganta, y a veces embisten con tanta fuerza que llegan a derribar el árbol. Para evitar asfixiarse mientras tragan las presas, respiran utilizando un pequeño conducto situado debajo de la lengua que está conectado con los pulmones. A diferencia de grandes mamíferos carnívoros, como los leones, que tienden a dejar el 25-30 % de sus presas sin consumir al rechazar los intestinos, la piel, los huesos o las pezuñas, los dragones de Komodo desechan solo aproximadamente el 12 % de la presa.
Después de ingerir hasta un 80 % de su peso corporal en una comida, se arrastra hasta un lugar soleado para acelerar la digestión, puesto que la comida podría llegar a pudrirse y envenenar al dragón si permaneciera demasiado tiempo sin digerir. Debido a su lento metabolismo, los dragones grandes pueden sobrevivir con tan solo doce comidas al año. Al acabar la digestión, regurgita una masa de cuernos, cabello y dientes conocida como pelota gástrica, que está cubierta de una mucosidad maloliente. Tras regurgitar la pelota gástrica, se frota la cara contra el suelo o contra arbustos para deshacerse de la mucosidad, lo que sugiere que, como en el caso de los humanos, no les gusta el olor de sus propias excreciones.
Pasan el día vagando por sus zonas de residencia, que pueden tener aproximadamente 2 km² de superficie. No defienden estas zonas como territorios, por lo que pueden superponerse, pero si la comida se encuentra en un área compartida, el dragón dominante es el primero en comer. Los machos de mayor tamaño siempre son los primeros en comer, seguidos por los machos más pequeños y las hembras, y finalmente los ejemplares más jóvenes que descienden de los árboles para comer una vez que los adultos se han marchado. El macho de mayor tamaño hace valer su dominio y los machos más pequeños muestran su sumisión por medio del lenguaje corporal y de silbidos sordos. Los de tamaño similar pueden recurrir a combates entre ellos, donde los perdedores habitualmente se retiran, aunque se conocen casos en los que los vencedores los matan y se los comen.

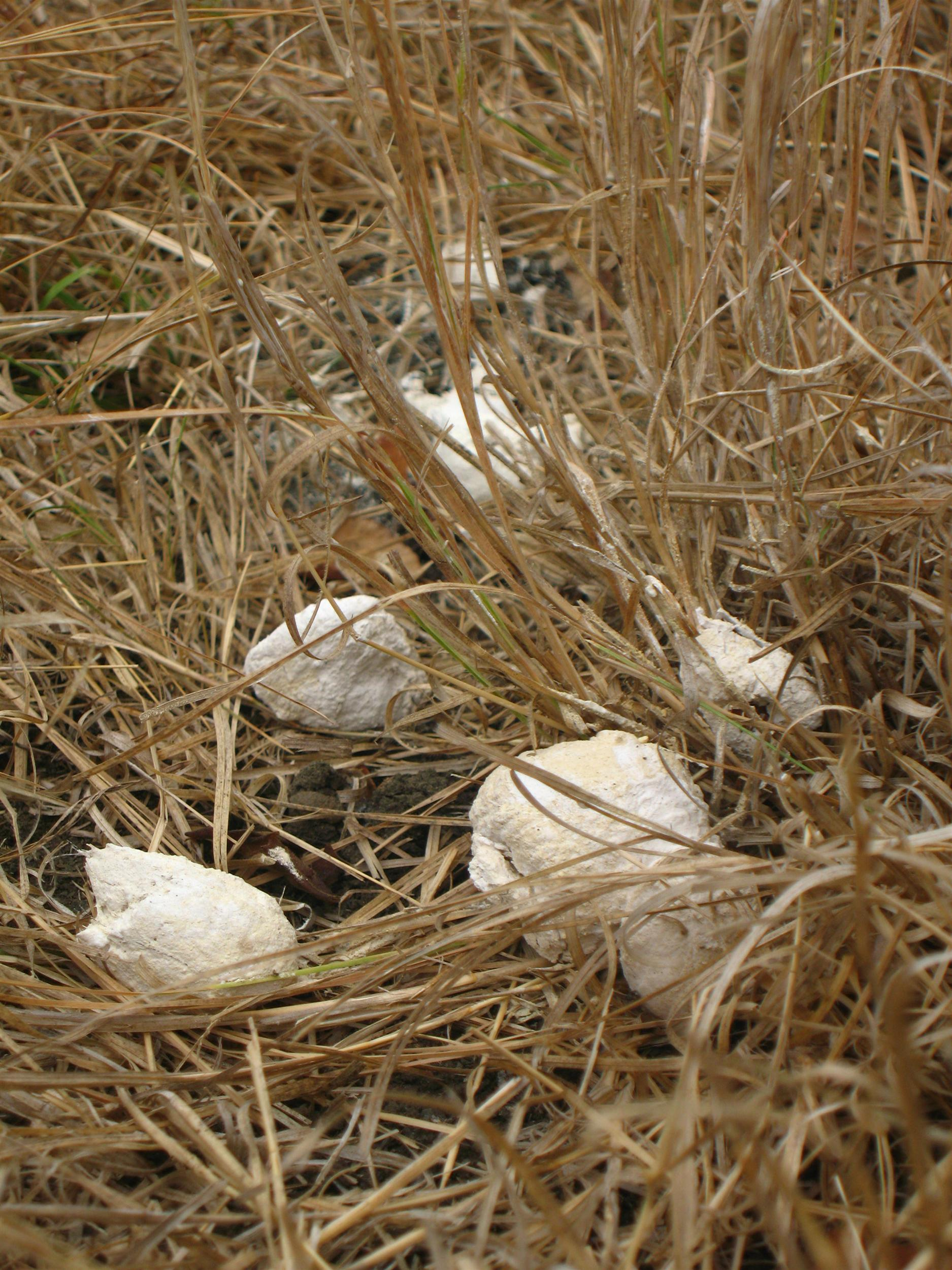
Sus excrementos son generalmente blancos, pues su estómago no puede digerir el calcio de los huesos de los animales que comen.

Dado que carece de músculo diafragma, no puede sorber el agua cuando bebe, ni puede llevarla a la boca con su fina lengua. Por ello, coge un trago de agua, levanta la cabeza y deja que el agua baje por la garganta.

### Saliva
Walter Auffenberg, herpetólogo de la Universidad de Florida, reseñó que el dragón de Komodo tenía patógenos sépticos en su saliva, expresamente las bacterias: Escherichia coli, Staphylococcus sp., Providencia sp., Proteus mirabilis y P. morganii. Auffenberg descubrió que mientras estos patógenos se encontraban en la boca de los ejemplares salvajes, desaparecían de la de los animales cautivos, debido a una dieta más limpia. Esto fue verificado tomando muestras mucosas de la superficie externa de la encía de la mandíbula superior de dos individuos recién capturados. Muestras de saliva analizadas por investigadores en la Universidad de Texas, encontraron 29 tipos de bacterias Gram positivas y 28 Gram negativas en las bocas de dragones de Komodo salvajes, incluida Pasteurella multocida. El rápido crecimiento de estas bacterias fue constatado por el investigador Terry Fredeking: «Normalmente se necesitan aproximadamente tres días para que una muestra de P. multocida cubra una placa de Petri; la nuestra necesitó ocho horas. Estuvimos muy desconcertados por la virulencia de estas cepas.» Este estudio apoya la observación de que las heridas infligidas por el dragón de Komodo a menudo están asociadas con sepsis e infecciones subsecuentes en sus presas.

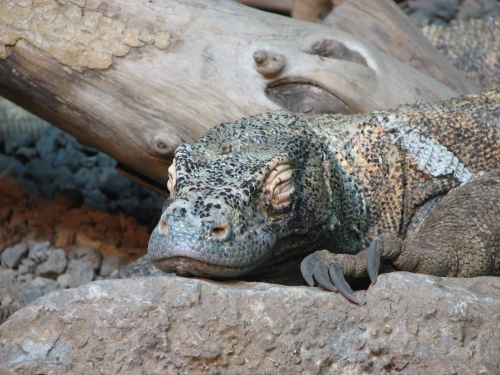
Un dragón de Komodo durmiendo. Pueden verse sus grandes garras curvadas.

A finales de 2005, investigadores de la Universidad de Melbourne especularon que el varano gigante australiano (Varanus giganteus), otras especies de varánidos y los agámidos podrían ser algo venenosos. Se pensaba que los mordiscos infligidos por estos reptiles eran propensos a infectarse debido a las bacterias de su boca, pero el equipo de investigación afirmó que los efectos inmediatos de sus mordeduras eran causados por un leve envenenamiento. Se estudiaron mordeduras en dedos de humanos por parte de un varano arborícola (Varanus varius), un dragón de Komodo y un varano arborícola moteado (V. scalaris), y todas causaron un efecto similar: una rápida inflamación, interrupción localizada de la coagulación de la sangre y un intenso dolor que alcanzaba hasta el codo; algunos de estos síntomas se prolongaban durante varias horas.
En 2009, los mismos investigadores publicaron pruebas adicionales que demostraban que poseen una mordedura venenosa. Las exploraciones realizadas mediante imagen por resonancia magnética de un cráneo mostraron la presencia de dos glándulas de veneno en la mandíbula inferior. Al extraer una de estas glándulas de la cabeza de un espécimen enfermo terminal en el Zoo de Singapur, comprobaron que secretó un veneno que contenía varias proteínas tóxicas diferentes. Entre las funciones conocidas de estas proteínas se incluyen la inhibición de la coagulación de la sangre, bajada de la tensión arterial, parálisis muscular e inducción a la hipotermia, lo que conduciría a una conmoción y pérdida de consciencia en las presas víctimas de su mordedura. Como consecuencia de este descubrimiento, la anterior teoría que afirmaba que las bacterias eran las responsables de las muertes de sus víctimas quedó en entredicho.
Sin embargo, Kurt Schwenk, un biólogo evolutivo de la Universidad de Connecticut considera el descubrimiento de estas glándulas intrigante, pero piensa que la mayor parte de las pruebas sobre el veneno en el estudio son «sin sentido, irrelevantes, incorrectas o falsamente engañosas». Schwenk sostiene que, incluso si tuvieran proteínas parecidas a un veneno en su boca, pueden tener un propósito distinto, y duda que el veneno sea necesario para explicar el efecto de su mordedura, pues argumenta que la conmoción y la pérdida de sangre son los factores primarios.

### Reproducción
Las hembras maduran sexualmente de media en torno a los 9 años y los machos en torno a los 10 y, aunque muchos mueren a causa de los depredadores cuando son todavía unas crías, si llegan a adultos pueden vivir unos 50 años. El apareamiento tiene lugar entre julio y agosto, y la puesta de huevos en septiembre, para evitar los calurosos meses de verano y permitir la posibilidad de un segundo acoplamiento. Durante este periodo, los machos combaten por las hembras y por el territorio, luchando entre ellos levantándose sobre sus patas traseras, hasta que el perdedor queda sometido en el suelo. Los machos pueden vomitar o defecar mientras se preparan para la lucha. El ganador del combate tocará con su larga lengua a la hembra para obtener información sobre su receptividad. Las hembras son hostiles y durante las primeras fases del cortejo sexual se resisten con las zarpas y los dientes, por lo que el macho tiene que inmovilizar completamente a la hembra durante el coito para evitar resultar herido. Las demostraciones de cortejo del macho incluyen frotar el mentón sobre la hembra, fuertes arañazos en la espalda y lameduras. La copulación tiene lugar cuando el macho inserta uno de sus hemipenes en la cloaca de la hembra. Después del acoplamiento, algunos machos se quedan con la hembra durante unos días para impedir a otros machos aparearse con ella. Pueden ser monógamos y formar vínculos de pareja, un comportamiento raro en los lagartos.

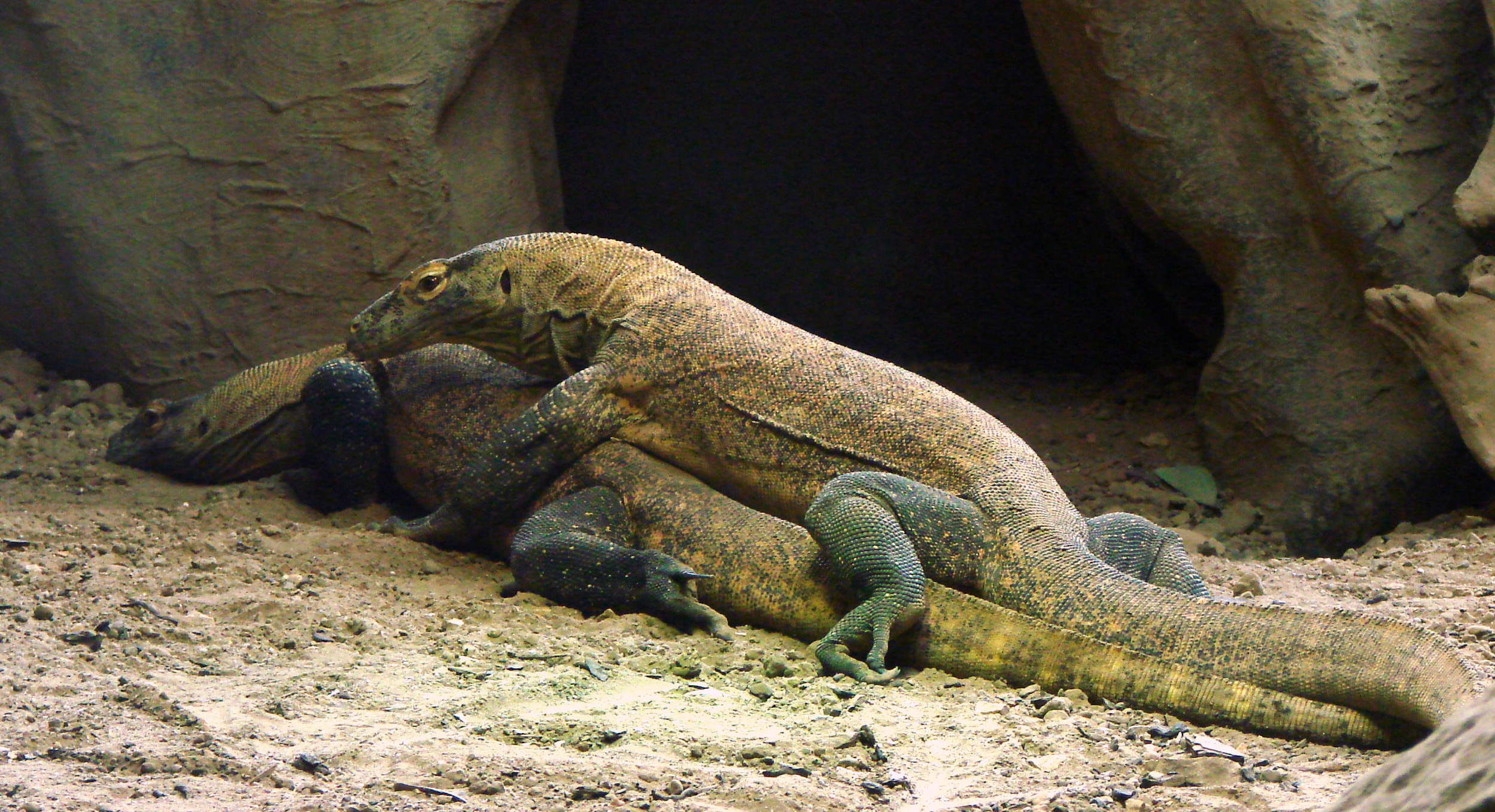
Ejemplares jóvenes.

La hembra pone los huevos en madrigueras excavadas junto a una colina o en un nido abandonado de talégala de Reinwardt (un megápodo), preferiblemente esto último. Pone una media de veinte huevos, que tienen un periodo de incubación de 7-8 meses. La hembra los cubre con tierra y hojas y yace sobre los huevos para incubarlos y protegerlos hasta que eclosionen alrededor del mes de abril, a finales de la estación lluviosa y cuando los insectos son abundantes. Salir del huevo es un esfuerzo agotador para los neonatos, que rompen el caparazón por medio de un diente de huevo que les cae poco después. Tras romper las cáscaras, las crías pueden permanecer dentro de ellas durante algunas horas antes de empezar a salir del nido. No hay evidencias que indiquen que prestan algún tipo de cuidados paternales una vez que los huevos eclosionan.
Al nacer miden unos 37 cm de longitud y tienen una alta tasa de mortalidad, por lo que los jóvenes pasan la mayor parte de su primer año de vida subidos en los árboles, donde se encuentran relativamente seguros de depredadores, incluidos dragones adultos caníbales, que tienen en los ejemplares jóvenes el 10 % de su dieta. Según David Attenborough, el hábito del canibalismo puede ser ventajoso a la hora de mantener el gran tamaño de los adultos, dada la escasez de presas de tamaño medio en las islas. Cuando los jóvenes se acercan a un cadáver para alimentarse, se revuelcan en materia fecal y en restos de intestinos de animales destripados para disuadir a los adultos hambrientos.

#### Partenogénesis
Una hembra de dragón de Komodo del Zoo de Londres llamada Sungai puso una nidada de huevos a finales de 2005 a pesar de estar separada de la compañía de un macho desde hacía más de dos años. Los científicos asumieron inicialmente que había sido capaz de almacenar esperma de algún encuentro anterior con algún macho, una adaptación conocida como superfecundación. El 20 de diciembre del 2006 se informó que Flora, una dragona que vivía en el Zoo de Chester (Inglaterra) se había convertido en el segundo caso conocido de un dragón de Komodo que ponía huevos no fertilizados: puso 25, once de ellos viables, de los cuales eclosionaron ocho, todos machos. Un grupo de científicos dirigidos por Phill Watt, de la Universidad de Liverpool, llevaron a cabo pruebas genéticas sobre tres huevos que se habían malogrado después de trasladarlos a una incubadora, y comprobaron que Flora no había tenido ningún contacto físico con un macho. Al descubrirse esta condición de los huevos de Flora, se realizaron más pruebas que demostraron que los huevos de Sungai también habían sido producidos sin fertilización externa.

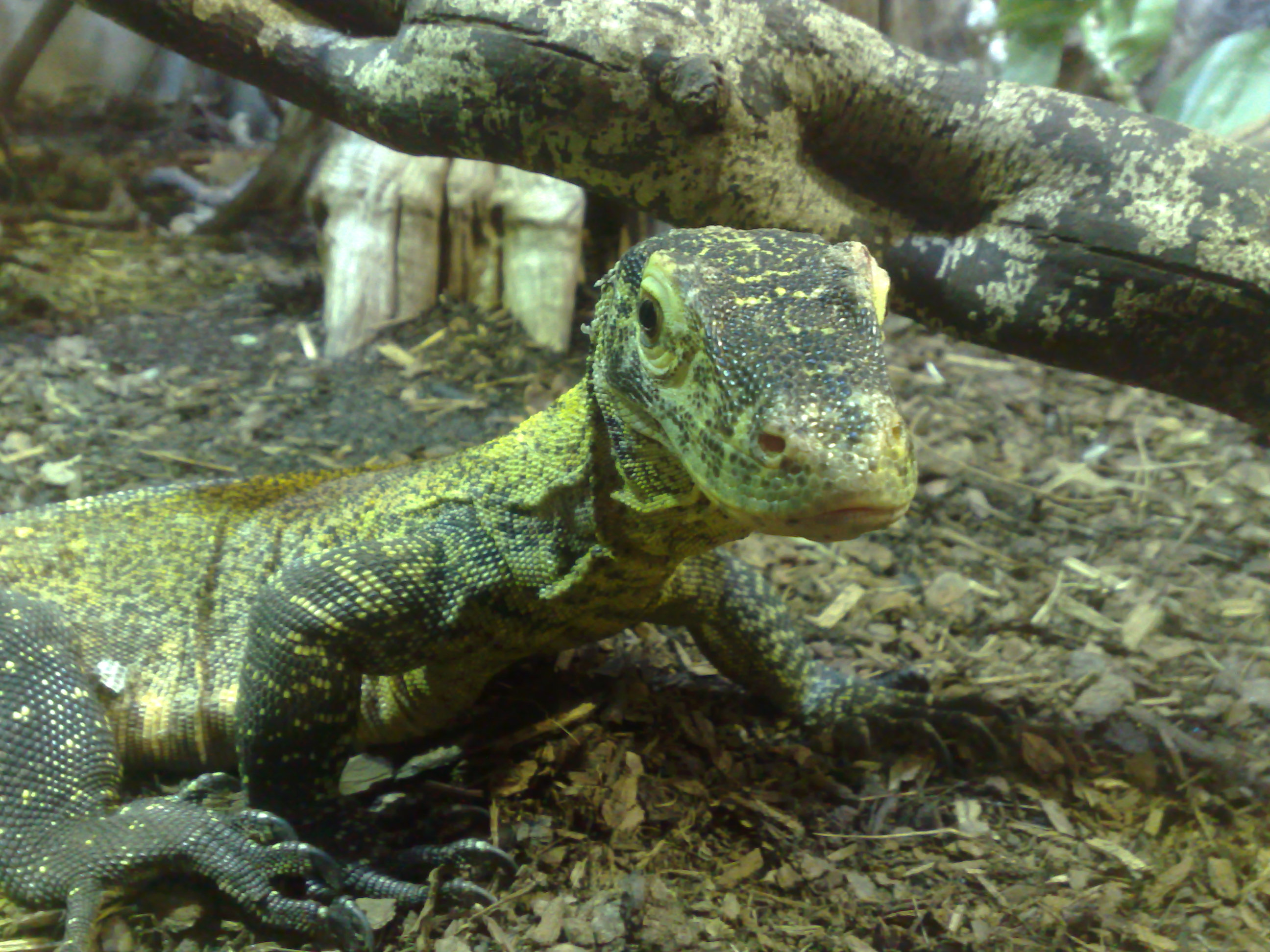
Cría nacida por partenogénesis en el Zoo de Chester, Inglaterra.

Tienen el sistema cromosómico ZW de determinación del sexo, a diferencia del sistema XY de los mamíferos. La descendencia masculina demuestra que los huevos no fertilizados de Flora eran haploides (n) y que después duplicaron sus cromosomas para hacerse diploides (2n) (por ser fertilizado por un cuerpo polar, o por duplicación cromosómica sin división celular), y no por la puesta de huevos diploides por fallo de una de las divisiones de reducción de meiosis de sus ovarios. Cuando una hembra (con cromosomas sexuales ZW) se reproduce de este modo, solo proporciona a su progenie un único cromosoma de cada uno de sus pares, incluido un único cromosoma sexual. Este conjunto único de cromosomas es duplicado dentro del huevo, que se desarrolla partenogenéticamente. Los huevos que reciben un cromosoma Z pasan a ser ZZ (machos); los que reciben un cromosoma W se convierten en WW y no llegan a desarrollarse.
Se ha teorizado que esta adaptación reproductiva permitiría a una única hembra entrar en un nicho ecológico aislado (como por ejemplo una isla) y producir descendencia masculina por partenogénesis, estableciendo así una población capaz de reproducirse sexualmente (cuando la hembra se reproduce con su descendencia puede poner huevos tanto de machos como de hembras). A pesar de las ventajas de esta adaptación, se advierte a los zoológicos que la partenogénesis puede perjudicar la diversidad genética.
El 31 de enero de 2008, el Zoo del condado Sedgwick en Wichita (Kansas), Estados Unidos, se convirtió en el tercer zoológico en documentar la partenogénesis en dragones de Komodo, y el primero fuera de Inglaterra. El zoo tiene dos hembras adultas, una de las cuales puso aproximadamente 17 huevos el 19-20 de mayo de 2007. Debido a cuestiones de espacio, solo se incubaron dos huevos, que posteriormente eclosionaron; el primero lo hizo el 31 de enero de 2008 y el segundo al día siguiente. Ambas crías fueron machos.

## Historia

### Descubrimiento por los occidentales

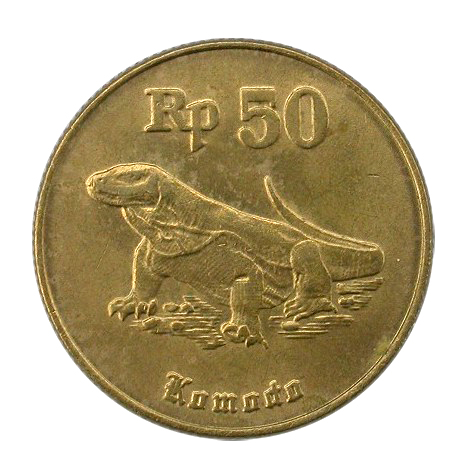
Antigua moneda de 50 rupias indonesias en la que aparece un dragón de Komodo.

Los dragones de Komodo fueron conocidos por primera vez por los europeos en 1910, cuando llegaron rumores de un «cocodrilo terrestre» al teniente Steyn van Hensbroek, de la administración colonial neerlandesa. Su descubrimiento se difundió de forma generalizada después de 1912, cuando Peter Ouwens, director del Museo Zoológico de Bogor (Java) publicó un documento sobre el tema tras recibir una fotografía y una piel enviadas por el teniente, así como dos ejemplares de un coleccionista. El dragón de Komodo fue uno de los alicientes de una expedición a la isla de Komodo realizada por W. Douglas Burden en 1926. Tras volver con doce ejemplares preservados y dos vivos. Esta expedición sirvió de inspiración a la película King Kong (1933). Burden fue quien acuñó el nombre común de la especie, «dragón de Komodo». Tres de aquellos ejemplares fueron disecados y todavía están expuestos en el Museo Americano de Historia Natural.

### Estudios
Los neerlandeses (por entonces Indonesia estaba bajo soberanía neerlandesa), a la vista del escaso número de ejemplares en estado salvaje, prohibieron la caza deportiva y restringieron en gran medida el número de ejemplares que se podían capturar para estudios científicos. Las expediciones de recogida de ejemplares se detuvieron al comienzo de la Segunda Guerra Mundial y no se reanudaron hasta las décadas de 1950 y 1960, cuando los estudios se concentraron en su comportamiento alimentario, su reproducción y su temperatura corporal. También en estos años se planeó una expedición para estudiar a estos varánidos durante un periodo de tiempo prolongado. Esta tarea fue asignada a la familia Auffenberg que en 1969 permaneció en la isla de Komodo durante once meses. Durante su estancia, Walter Auffenberg y su ayudante Putra Sastrawan capturaron y etiquetaron más de cincuenta ejemplares. La investigación realizada por la expedición de los Auffenberg resultaría muy influyente en la cría en cautividad. Investigaciones posteriores han arrojado más luz sobre la naturaleza del dragón de Komodo, y biólogos como Claudio Ciofi continúan estudiando a estas criaturas.

## Peligro para los humanos
Aunque sean muy raros, hay constancia de ataques a humanos; el 4 de junio de 2007 un dragón de Komodo atacó a un niño de ocho años en la isla de Komodo; el niño murió poco después por la pérdida masiva de sangre a causa de las heridas recibidas. Era el primer ataque mortal registrado en 33 años. Los nativos culparon del ataque a los ecologistas de fuera de la isla que prohibieran los sacrificios de cabras que se les ofrecían a los dragones, privándoles de una fuente de alimento con la que contaban, haciéndolos vagar por donde vivían los humanos en busca de comida. Muchos naturales de la isla de Komodo tienen la creencia de que los dragones de Komodo son realmente la reencarnación de antiguos compañeros, por lo que deberían ser tratados con reverencia.
El 24 de marzo de 2009, dos dragones dieron muerte a un pescador en la isla de Komodo, que fue atacado cuando buscaba añones en el Parque Nacional de Komodo y lo abandonaron malherido sangrando por mordeduras en sus manos, cuerpo, piernas y cuello.

## Conservación

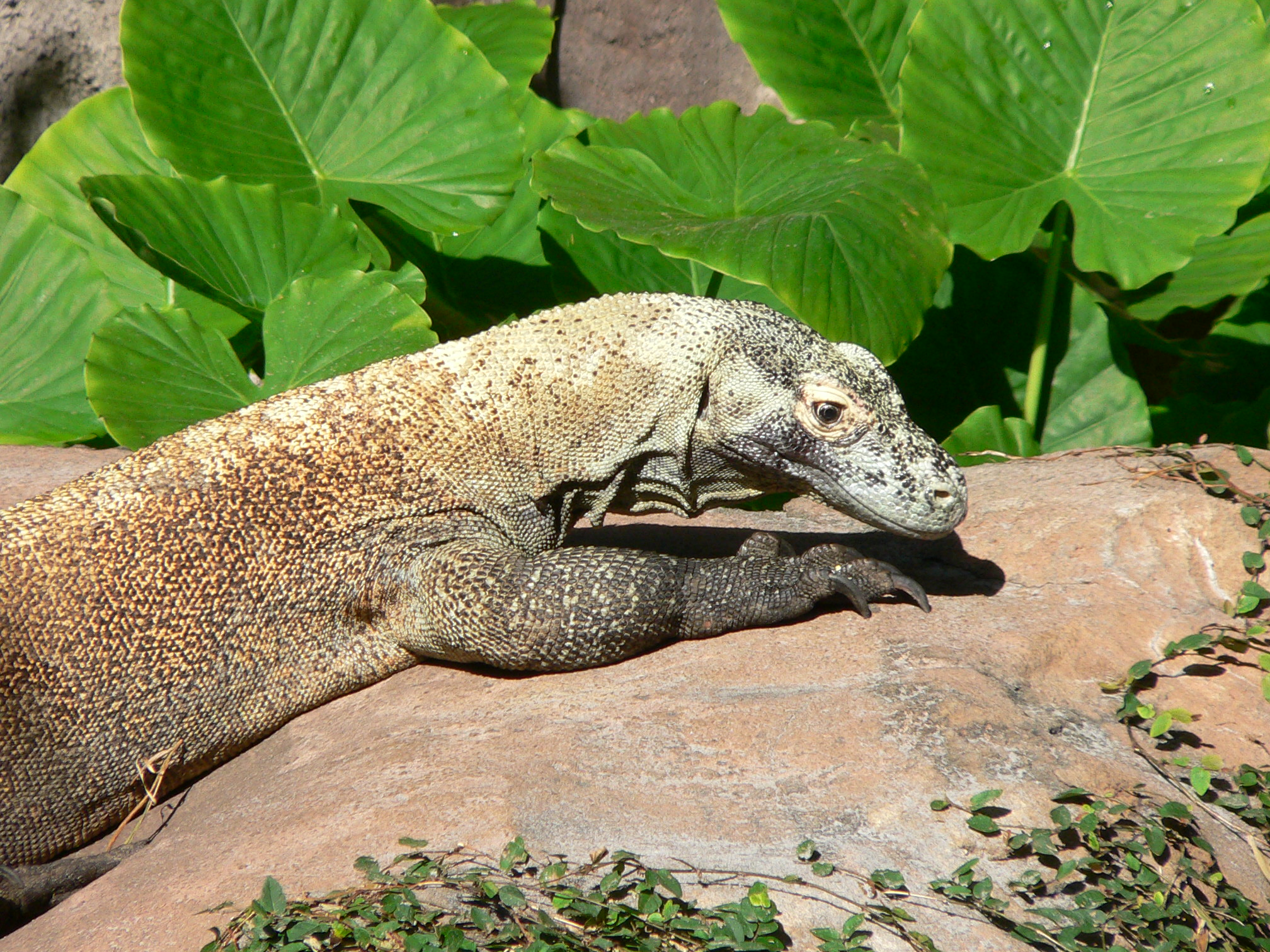
Un dragón de Komodo en el Animal Kingdom de Disney World, Florida.

El dragón de Komodo figura en la Lista Roja de Especies Amenazadas de la UICN clasificado como en peligro de extinción. Hay aproximadamente entre 4000 y 5000 dragones de Komodo en estado salvaje. Las poblaciones están limitadas a las islas de Gili Motang (100), Gili Dasami (100), Rinca (1300), Komodo (1700) y Flores (quizás unos 2000). Sin embargo, existe la preocupación de que solo podrían quedar unas 350 hembras reproductoras. En respuesta a esta preocupación, en 1980 se fundó el Parque Nacional de Komodo para proteger las poblaciones de dragones de Komodo en islas como Komodo, Rinca y Padar. Posteriormente se fundaron las reservas de Wae Wuul y de Wolo Tado en la isla de Flores para contribuir en la conservación de estos grandes lagartos. Hay pruebas de que se están acostumbrando a la presencia de seres humanos, dado que los turistas los alimentan a menudo con cadáveres de animales en varios puntos de alimentación.
La actividad volcánica, los terremotos, la pérdida de hábitat, los incendios (la población de estos reptiles en la isla de Padar fue casi destruida debido a un incendio incontrolable, y desde entonces ha desaparecido), la escasez de presas, el turismo y la caza furtiva han contribuido en conjunto a su actual estado de especie vulnerable. Bajo el Apéndice I del CITES (Convenio sobre el Comercio Internacional de Especies de Fauna y Flora Salvaje Amenazadas), el intercambio comercial de pieles o especímenes de dragón de Komodo es ilegal.
El zoólogo y paleontólogo australiano Tim Flannery ha sugerido que el ecosistema australiano podría beneficiarse con la introducción de dragones de Komodo, ya que podrían ocupar parcialmente el nicho ecológico que los grandes carnívoros dejaron vacante tras la extinción del varánido gigante Megalania prisca. Sin embargo, también aboga por actuar de forma gradual y con gran precaución en estos experimentos de aclimatación, y tener especialmente en cuenta que «no debería subestimarse el problema de depredación de los grandes varánidos sobre los humanos». Flannery pone como ejemplo la exitosa coexistencia con los cocodrilos marinos (Crocodylus porosus) como prueba de que los australianos podrían adaptarse con éxito.

### En cautividad

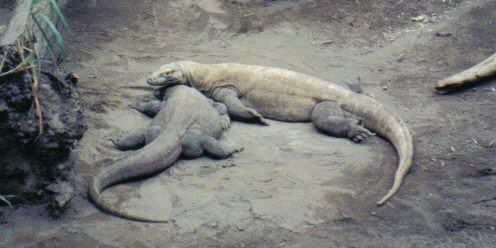
Dragones de Komodo en Zoo de Toronto (Canadá). Cuando se crían en cautividad, a menudo engordan, sobre todo en la cola, debido su alimentación regular.

Estos animales siempre han sido grandes atracciones de los zoos, donde su tamaño y reputación de animales temibles los convierten en animales muy populares. Sin embargo, son bastante raros en los parques zoológicos, puesto que son vulnerables a infecciones y enfermedades parasitarias si se los captura en estado salvaje, y no se reproducen fácilmente. En octubre de 2009, había 13 instituciones en Europa, 36 en Norteamérica, 1 en Singapur y 2 en Australia que contaban con dragones de Komodo.
El primer dragón de Komodo fue expuesto en 1934 en el Smithsonian National Zoological Park, en Washington D. C., pero solo vivió durante dos años. Se realizaron más tentativas de exponerlos, pero la longevidad de estas criaturas era muy corta, con un promedio de cinco años en este Parque Zoológico Nacional. Finalmente, los estudios realizados por Walter Auffenberg, documentados en su libro The Behavioral Ecology of the Komodo Monitor (La ecología del comportamiento del varano de Komodo), permitieron unos cuidados y reproducción más exitosos de estos grandes lagartos en cautividad.
Se ha observado en dragones cautivos que muchos ejemplares presentan un comportamiento relativamente dócil después de poco tiempo en cautividad. Se conocen muchos casos en que los encargados del zoo han sacado a los animales de su recinto para relacionarlos con los visitantes, incluidos niños pequeños, sin mayores consecuencias. También parece que son capaces de reconocer a seres humanos de forma individual. Ruston Hartdegen, del Zoo de Dallas, informó que sus dragones de Komodo reaccionaban de manera diferente si veían a su cuidador habitual, a uno de menos familiar, o a uno completamente desconocido.
La investigación con ejemplares en cautividad también ha ofrecido pruebas de que toman parte en juegos. Uno de los estudios se refiere a un ejemplar que hacía mover una pala que había dejado su cuidador, aparentemente atraído por el sonido de la pala rascando contra la superficie rocosa. Una dragona joven del Smithsonian National Zoological Park de Washington D. C. cogía y sacudía varios objetos, como estatuas, latas de bebida, anillas de plástico y mantas. También metía la cabeza dentro de cajas, zapatos y otros objetos. No confundía estos objetos con comida, puesto que solo se los tragaba si estaban cubiertos con sangre de rata. Este juego social ha llevado a una sorprendente comparación con los juegos de los mamíferos. Otro caso documentado de juego en los dragones de Komodo viene de la Universidad de Tennessee, donde una joven dragona llamada Kraken interactuaba con anillas de plástico, un zapato, un cubo y una lata, dándoles golpes con el hocico y moviéndolos de un lado a otro con la boca. Trataba estos objetos de manera diferente que la comida, lo que llevó al investigador Gordon Burghardt a concluir que esto desmiente la visión de que el juego con objetos es un «comportamiento predador motivado por el alimento». Kraken fue el primer dragón de Komodo nacido en cautividad fuera de Indonesia, el 13 de septiembre de 1992.
Sin embargo, incluso dragones aparentemente dóciles pueden volverse agresivos de manera impredecible, especialmente cuando alguien desconocido invade su territorio. En junio de 2001, un dragón de Komodo hirió gravemente a un hombre cuando accedió al interior de su recinto del Zoo de Los Ángeles, invitado por el cuidador del animal; recibió un mordisco en su pie desnudo, puesto que el cuidador le había dicho que se sacara los zapatos blancos que llevaba, que podrían haber excitado al dragón. Aunque consiguió escapar del animal, fue necesario volver a unirle quirúrgicamente varios tendones del pie.